# Manuel Nunes Gabriel
Manuel Nunes Gabriel (ur. 20 grudnia 1912 w Fundadzie, zm. 20 października 1996 w Portalegre) – portugalski duchowny rzymskokatolicki, biskup Malanje i arcybiskup luandzki.

## Biografia

### Młodość i prezbiteriat
Początkowo kształcił się w seminarium diecezjalnym w Portugalii. W 1933, po przyjęciu święceń niższych, wyjechał do Portugalskiej Afryki Zachodniej, gdzie dokończył studia kapłańskie. 7 lipca 1935 w Luandzie przyjął święcenia prezbiteriatu. Pracował m.in. w luandzkiej kurii archidiecezjalnej oraz był rektorem seminarium w Luandzie do czasu wyboru na biskupa. Od 1943 był kanonikiem luandzkiej kapituły katedalnej.

### Episkopat
5 grudnia 1957 papież Pius XII mianował go biskupem nowopowstałej diecezji Malanje. 21 grudnia 1957 w katedrze w Luandzie przyjął sakrę biskupią z rąk nuncjusza apostolskiego w Portugalii abpa Fernando Cento. Współkonsekratorami byli arcybiskup luandzki Moisés Alves de Pinho CSSp oraz biskup Nowej Lizbony Daniel Gomes Junqueira CSSp.
13 lutego 1962 papież Jan XXIII mianował go koadiutorem arcybiskupa luandzkiego Moisésa Alvesa de Pinho oraz arcybiskupem tytularnym methymnyjskim. 17 listopada 1966, gdy abp Alves de Pinho przeszedł na emeryturę, Nunes Gabriel został arcybiskupem luandzkim oraz administratorem apostolskim diecezji Wysp Świętego Tomasza i Książęcej. Ponadto w latach 1967 - 1975 był przewodniczącym Konferencji Episkopatu Angoli oraz Wysp Świętego Tomasza i Książęcej.
Za jego pontyfikatu rozpoczęło się zastępowanie na stanowiskach biskupich portugalskich misjonarzy rodzimymi duchownymi. W 1970 udzielił sakry biskupiej pierwszemu w czasach nowożytnych Angolczykowi - Eduardo André Muace, który został jego biskupem pomocniczym. 11 listopada 1975 Angola uzyskała niepodległość. Wkrótce potem złożył rezygnację, aby arcybiskupem stolicy mógł zostać Angolczyk. Papież Paweł VI przyjął ją 19 grudnia 1975. Administratorem apostolskim diecezji Wysp Świętego Tomasza i Książęcej pozostał do 1980.
Po opuszczeniu katedry wrócił do rodzinnej diecezji Portalegre-Castelo Branco, gdzie pracował duszpastersko oraz pisał książki o historii Kościoła w Angoli. W 1986 ponownie wyjechał do Angoli, gdzie pracował jako kapelan w szpitalu w Luandzie. Po kilku latach, będąc już schorowany, powrócił do Portugalii. Emeryturę spędził w seminarium w Poatelegre.